# 鈴木雄大 (政治家)
鈴木 雄大（すずき たけひろ、1970年11月15日 - ）は、日本の政治家。秋田県潟上市長（2期）。元秋田県議会議員（2期）。

## 来歴
秋田県南秋田郡天王町（現・潟上市）に生まれる。天王町立天王小学校、天王町立天王中学校を経て、秋田県立金足農業高等学校農業土木科に進学。1993年（平成5年）3月、中央大学法学部法律学科を卒業。同年4月、秋田県庁に入庁。
2014年（平成26年）12月、翌年（平成27年）の秋田県議会議員選挙への出馬意向を固め県庁を退職した。2015年（平成27年）、秋田県議会議員選挙に自由民主党公認で立候補し、初当選した。2019年（平成31年）、無投票で再選。
2021年（令和3年）3月28日告示、4月4日執行の潟上市長選挙に無所属で立候補し、無投票で初当選した。4月17日、市長に就任。
2025年（令和7年）3月30日告示、4月6日執行の潟上市長選挙で、無投票で再選した。
父・斌次郎の指導のもと、小学校4年生から相撲を始め中学校相撲部を経て、高校では全国屈指の強豪高校・金足農業高校相撲部に所属し、インターハイや国体に出場。
趣味は、料理とプラモデル作り。